# Boršov
Boršov (deutsch Borschau) ist eine Gemeinde in Tschechien. Sie liegt zwölf Kilometer westlich des Stadtzentrums von Jihlava und gehört zum Okres Jihlava.

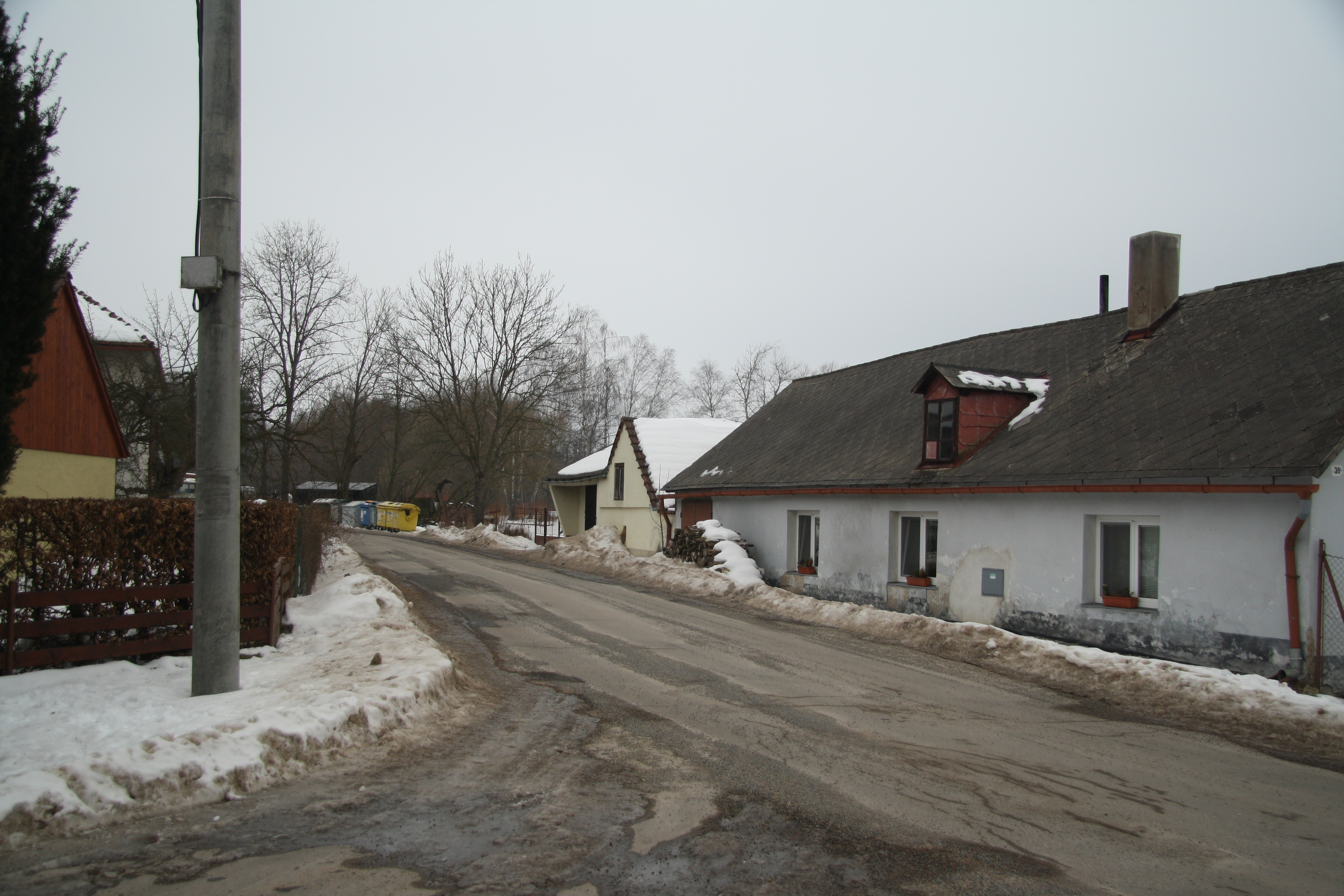
Boršov Zentrum

## Geographie
Boršov befindet sich rechtsseitig des Baches Jedlovský potok in der Böhmisch-Mährischen Höhe. Südwestlich liegt der Teich Sviták. Südlich erhebt sich die Březina (743 m) und im Westen
der Kopec (696 m). Im Süden befindet sich ein Steinbruch.
Nachbarorte sind Dušejov im Norden, Ježená im Nordosten, Zbuzany und Starý Hubenov im Osten, Jedlov und Mirošov im Südosten, Bahna, Nový Hojkov und Větrov im Süden, Hatlíkov und Milíčov im Südwesten, Melouniště und Chaloupky im Westen sowie Jankov im Nordwesten.

## Geschichte
Boršov entstand im 13. Jahrhundert während der Kolonisation der böhmischen Grenzgebiete zu Mähren in dem zum Bistum Prag gehörenden Gau Řečice. Benannt ist der Ort nach einem Bořislav. Die erste schriftliche Erwähnung von Borzyssow erfolgte im Jahre 1233. Die Siedlung bestand zum Ende des 14. Jahrhunderts aus acht Anwesen, die sich gegen eine Zahlung von drei Groschen herrschaftliches Gefälle pro Hube von der Fron freigekauft hatten und lediglich bei Jagden Dienste zu leisten hatten. In der Mitte des 15. Jahrhunderts gehörte das Dorf zu den Besitzungen des Klosters Hohenfurth, das es vor 1460 an Nikolaus von Pelgrims verkaufte. Nachfolgend gehörte Boršov zur Herrschaft Rychnov. Ab 1543 erwarben die Herren von Leskovec Rychnov. 1586 kaufte Kaiser Rudolf II. die Herrschaft für die königliche Kammer.
Nach der Aufhebung der Patrimonialherrschaften bildete Boršov ab 1850 einen Ortsteil der Gemeinde Hojkov im Bezirk Pelhřimov. Schulort war Dušejov, wobei es wegen der Höhe der zur Unterhaltung der Schule geforderten Kosten zum Zwist zwischen beiden Orten kam. Zu Beginn des 20. Jahrhunderts wurde Boršov eigenständig. 1920 hatte die Gemeinde 272 Einwohner und bestand aus 47 Wohnhäusern. Zehn Jahre später lebten 241 Menschen in Boršov. 1949 wurde die Gemeinde dem Okres Jihlava-okolí zugeordnet und seit 1961 gehört sie zum Okres Jihlava.

## Ortsgliederung
Für die Gemeinde Boršov sind keine Ortsteile ausgewiesen. Zu Boršov gehört die Ansiedlungen Bahna, auch als Na Bahnech bezeichnet.

## Sehenswürdigkeiten
- Naturreservat Chvojnov, westlich des Dorfes
- Kruzifix